# Ogooué-Maritime

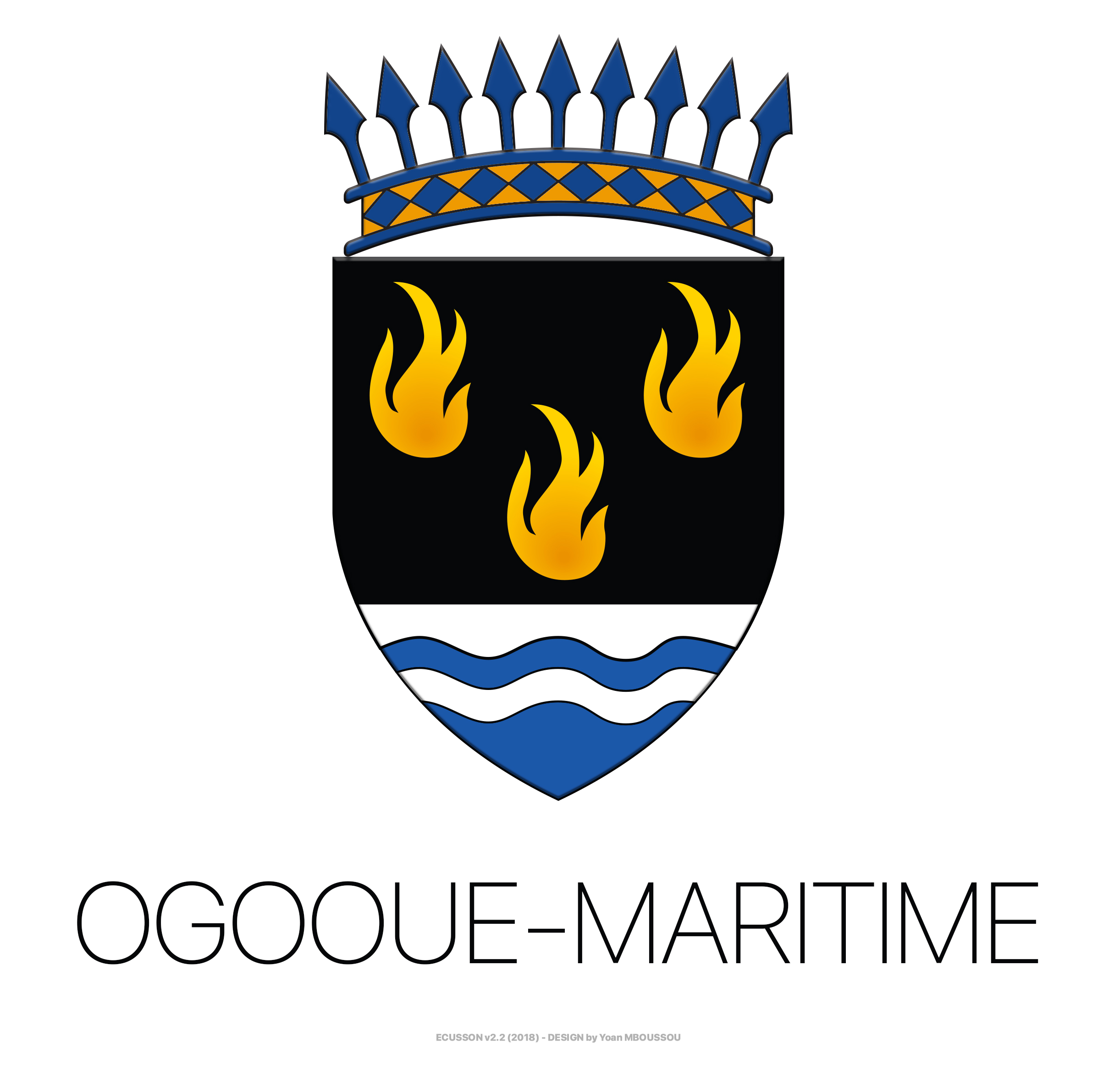
Écusson de l’Ogooué-Maritime.

L'Ogooué-Maritime est l'une des neuf provinces du Gabon, la deuxième au regard de la population avec 157 562 habitants comptabilisés en 2013, la huitième dans l'ordre alphabétique de leurs noms.
Son chef-lieu est Port-Gentil, capitale économique du pays.

## Géographie
La province de l'Ogooué-Maritime est située à l'ouest du pays, baignée par le golfe de Guinée dans l'océan Atlantique.
|                 | Estuaire        | Moyen-Ogooué |
| Golfe de Guinée | Ogooué-Maritime | Ngounié      |
|                 | Nyanga          |              |

## Histoire
L'histoire de l'Ogooué-Maritime est intimement liée à celle des peuples du sud-ouest du Gabon. 
Les côtes du sud-ouest du Gabon sont connues des navigateurs occidentaux et notamment des Portugais depuis la fin du XVe siècle. Pour eux, selon les cartes anciennes, ce territoire se partageait en deux royaumes : le Cama et le Loango. Le premier s'étendait au nord, entre le cap Lopez et le cap Sainte-Catherine, et était peuplé de Cama(s) qui pratiquaient la traite et entretenaient des rapports de commerce avec les négriers et les flibustiers, notamment à l'embouchure du rio Fernan Vaz. Le second faisait suite à celui de Cama au sud, depuis le cap Sainte-Catherine jusqu'au royaume de Kongo, englobant les provinces de Gobbi, Setté et Mayumba. Il s'organisait autour des lagunes Ngové (Iguéla), Setté-Cama (Ndogo), Mbanio et était habité par les Lumbou(s). Le commerce se faisait par relais ethnique entre le cap Lopez et Mayumba. On exportait l'ivoire, le bois rouge du Gobbi et du Setté. 
C'est à partir du début du XVIIe siècle que la traite négrière s'est développée sur l'Ogooué et le Rembo Nkomi. 
Jusqu'au milieu du XIXe siècle, les peuples côtiers entre le cap Lopez et Mayumba sont mal connus. Le seul havre accessible aux navigateurs était Loango, situé dans la plus proche crique au sud de Mayumba. En 1873-76, une expédition allemande remonte le cours de la Nyanga jusqu'à Tchibanga et décrit pour la première fois les Lumbou et les Bayaka(s). À partir de 1886 les missions catholiques s'installent sur ce territoire : Loango (1884), Sainte-Anne du Fernan Vaz (1887) et Setté-Cama (1890).

## Faits et chiffres
L'Ogooué-Maritime couvre une superficie de 22 890 km2. 
Le chef lieu de la province, Port-Gentil, est la deuxième ville du Gabon. Elle est considérée comme la capitale économique du pays. 
Certaines localités enclavées de l'Ogooué-Maritime ne sont accessibles que par voies aérienne et maritime. 
Ses ressources sont principalement liées à la recherche et à l'exploitation pétrolière et forestière. Le domaine forestier et la savane sont formés de milieux végétaux diversifiés à l'extrême. 
Le tourisme tend à se développer : pêche sportive en mer, rivières et lagunes ; safari vision[Quoi ?], écotourisme.
Les réserves de faune du Petit Loango, de la plaine Ouanga et les trois domaines Iguéla, Ngové-Ndogo et Setté-Cama d'une superficie de 700 000 ha constituent les « aires protégées de Gamba ».
L'intérieur de l'Ogooué-Maritime, peu peuplé et difficile d'accès, possède une faune riche de nombreuses espèces animales : chimpanzés, hippopotames, céphalophes, antilopes, potamochères, pangolins, crocodiles, varans, lamantins, tortues-luths.
Les lagunes sont des sites privilégiés pour les oiseaux (tisserins, ibis tantales, martins-pêcheurs, chevaliers, cigognes, pélicans, aigles...), qui les survolent sans cesse en quête de nourriture.

## Divisions administratives

Départements de l'Ogooué-Maritime.

Le gouverneur de la province est Patrice Ontina depuis octobre 2016,.
Elle est subdivisée en trois départements qui sont (chefs-lieux entre parenthèses) :
- Bendjé (Port-Gentil) ;
- Etimboué (Omboué) ;
- Ndougou (Gamba).

## Sources
- Statoids.com - Gabon,
- Gabon Business - Tourisme.